# Nord-Fron
Nord-Fron é uma comuna da Noruega, com 1145 km² de área e 5926 habitantes (censo de 2004), portanto com densidade aproximada de 5 hab/km².